# چکاوک پنجه‌کوتاه آسیایی
چکاوک پنجه‌کوتاه آسیایی (نام علمی: Calandrella cheleensis) نام یک گونه از سرده چکاوکچه‌ها است.